# ハートマウンテン移住センター
ハートマウンテン移住センター（Heart Mountain Relocation Center）は、第二次世界大戦時にアメリカ合衆国ワイオミング州ハートマウンテン（Heart Mountain）近郊にあった日系アメリカ人収容所。イエローストーン国立公園から東へ60マイル (96.6 km)、モンタナ州との州境から 南へ 45マイル (72.4 km) に位置する。日系人の間では「心嶺山」の表記が当てられる事もあった。

## 概要
1942年10月時点で、アメリカ西海岸の居住者を中心に1万人以上が収容されていた。戦後は、多くのものが元の居住地へ戻っていったが、ごく僅かな者が収容所近くに残り農業に従事した。

## 徴兵抵抗運動
ハートマウンテンでは、他の収容所とは異なり徴兵抵抗運動が組織されたことで知られる。収容者に対する徴兵については、収容者同士でも意見の相違が起きたが、最終的に抵抗運動の組織者は扇動罪で連邦刑務所へ送致され、徴兵検査を忌避した者は懲役刑が言い渡された。1947年、ハリー・S・トルーマン大統領は、徴兵抵抗者に謝罪を行い名誉回復が行われた。

## ギャラリー
ハートマウンテン移住センター収容者で写真家のヒカル・イワサキによる作品

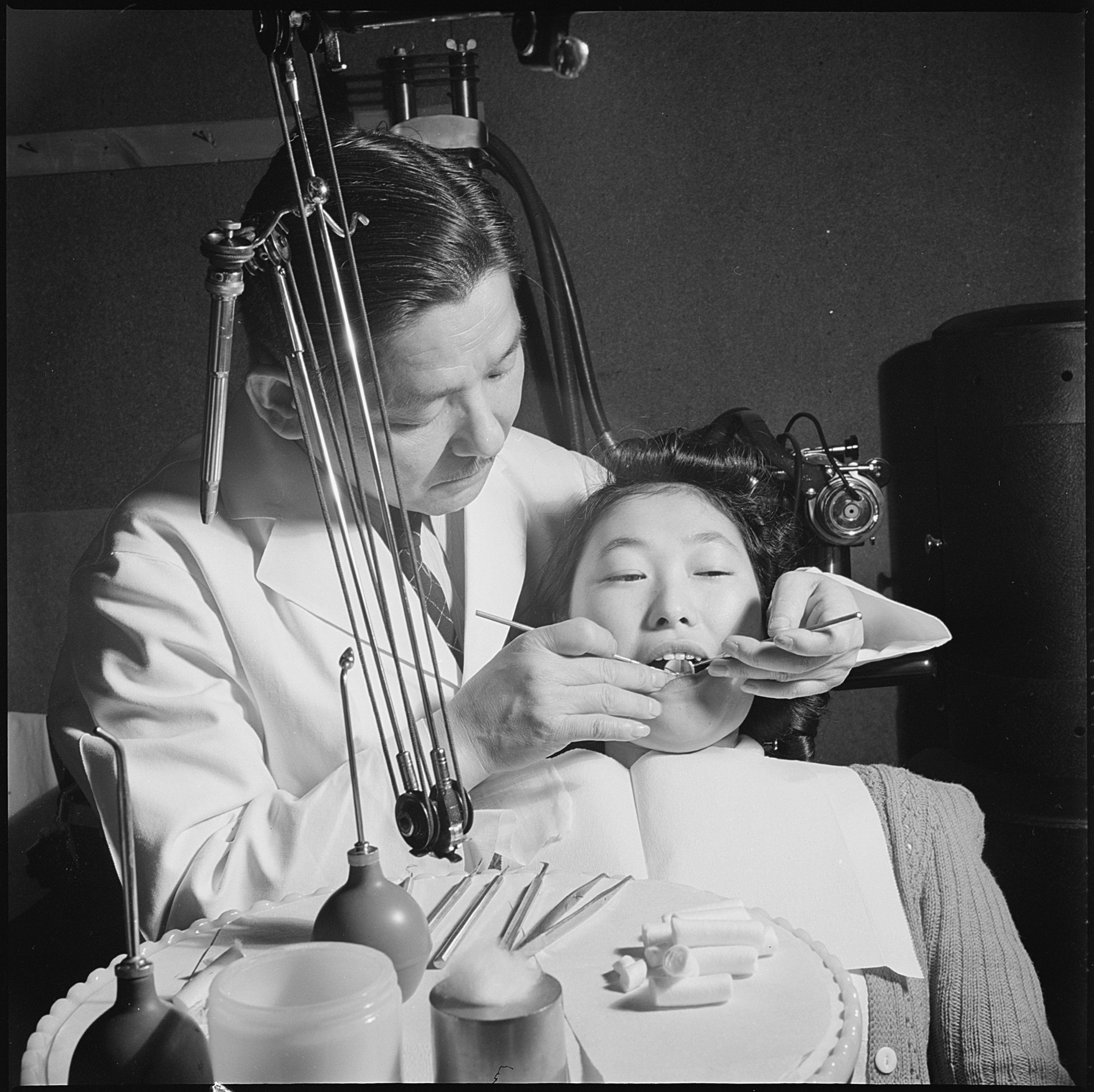
歯科医師ナカハラ1943年11月18日
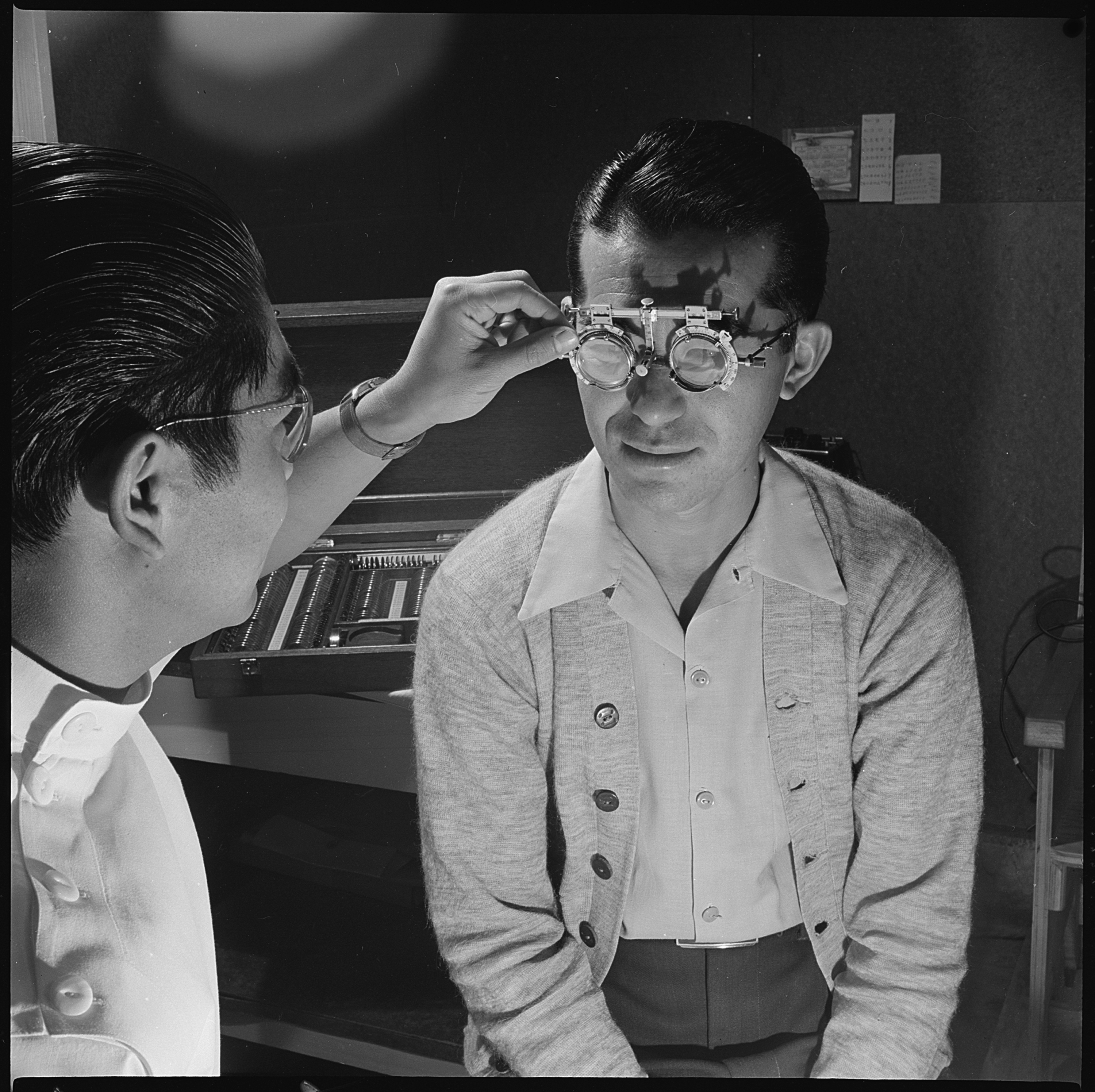
眼科医ライト・カワカミ1943年11月18日
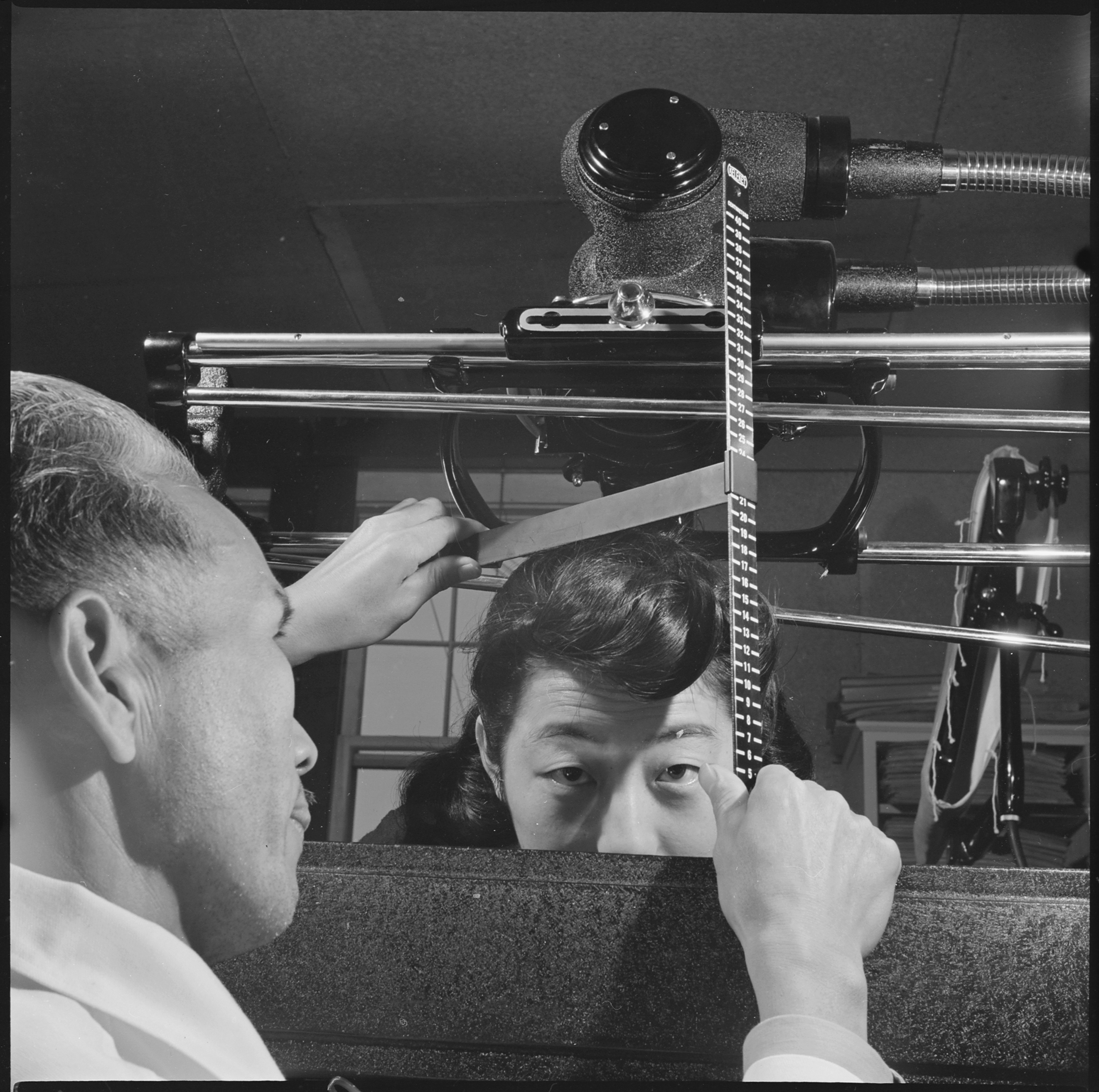
X線検査をするヒデキ・ササイ1943年11月18日
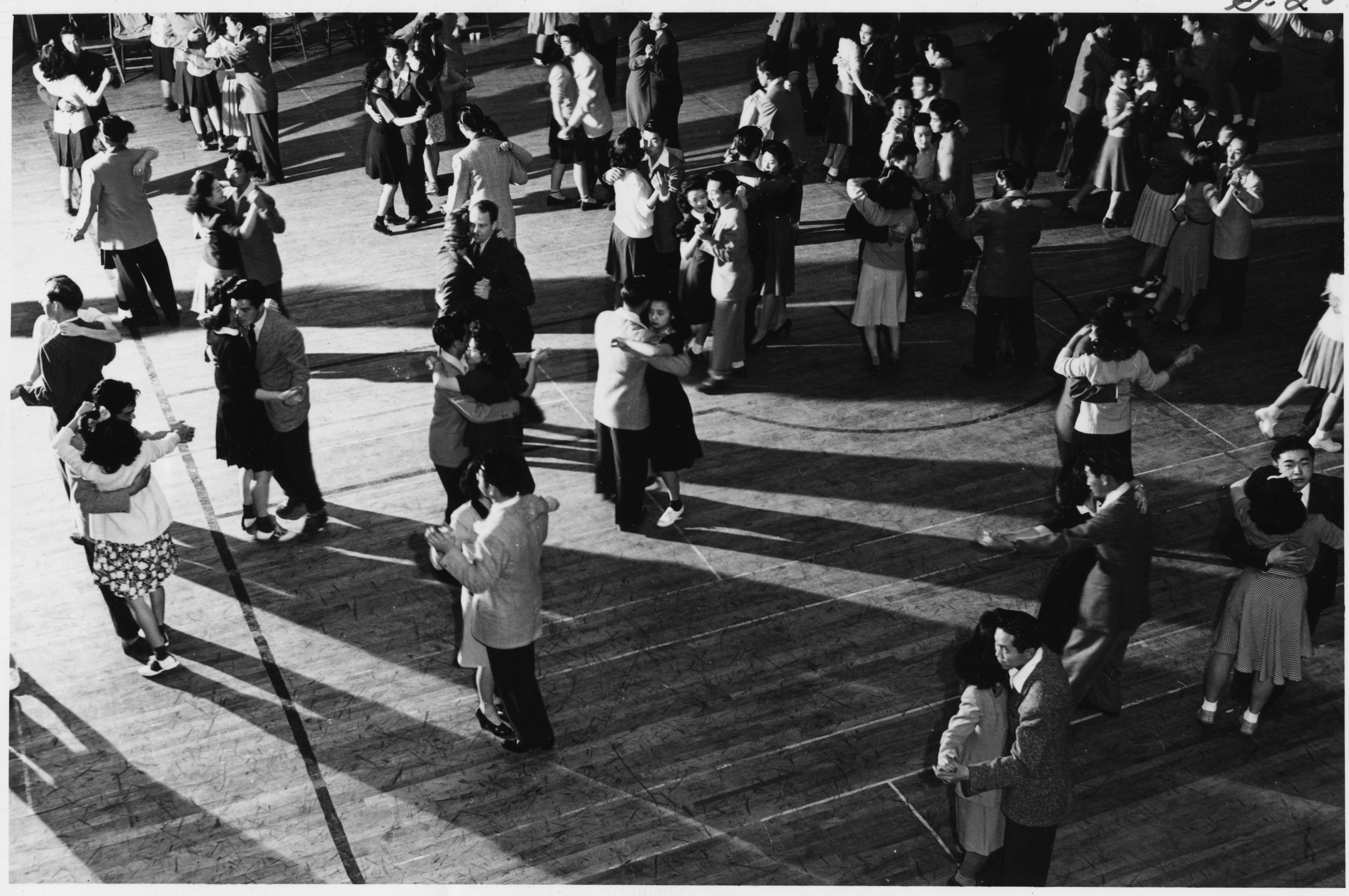
ダンスのレクレーション1943年11月24日
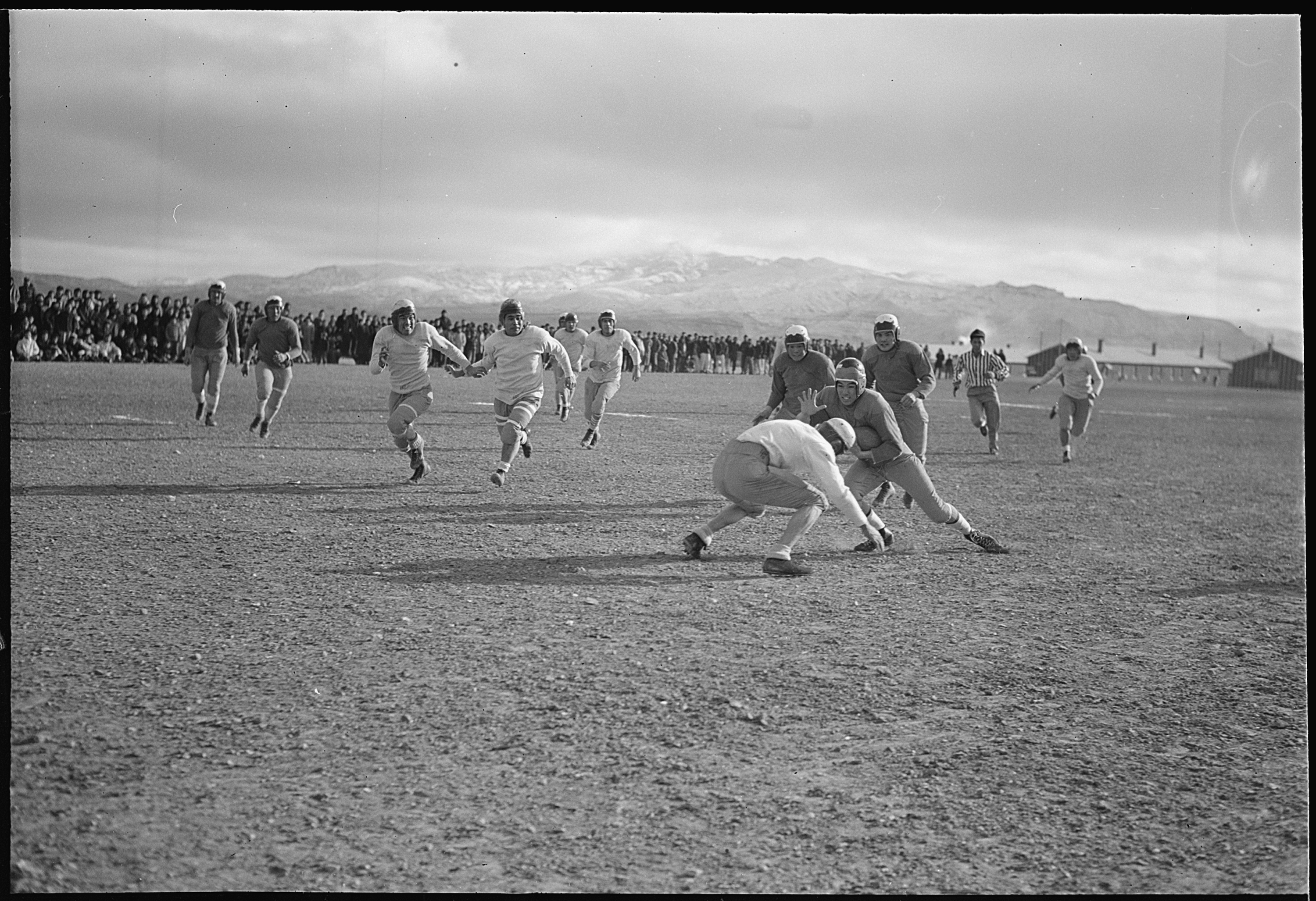
フットボールチームジャックラビットとオールスターズの試合1943年11月25日
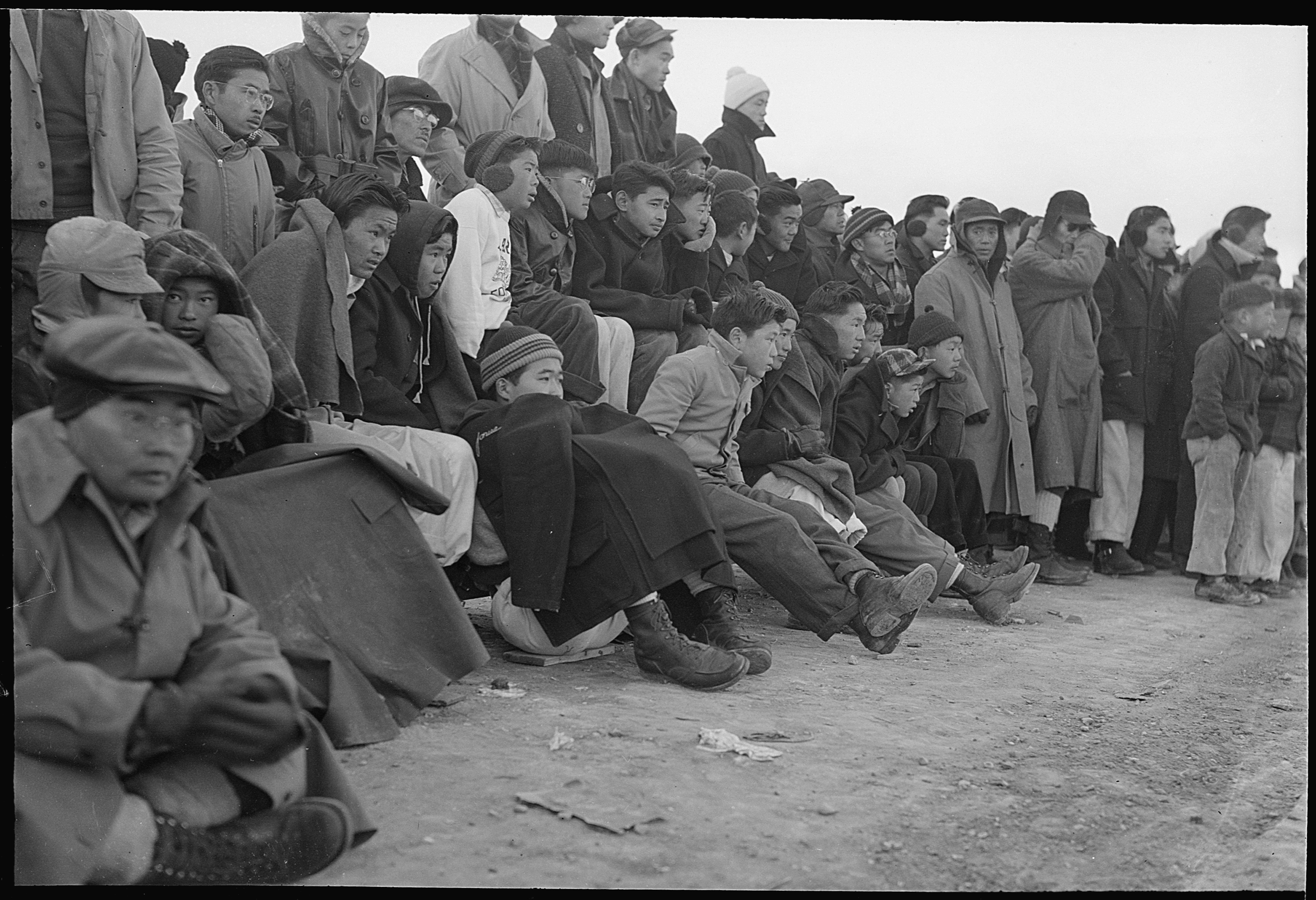
上の写真の試合を氷点下の中見守る観客
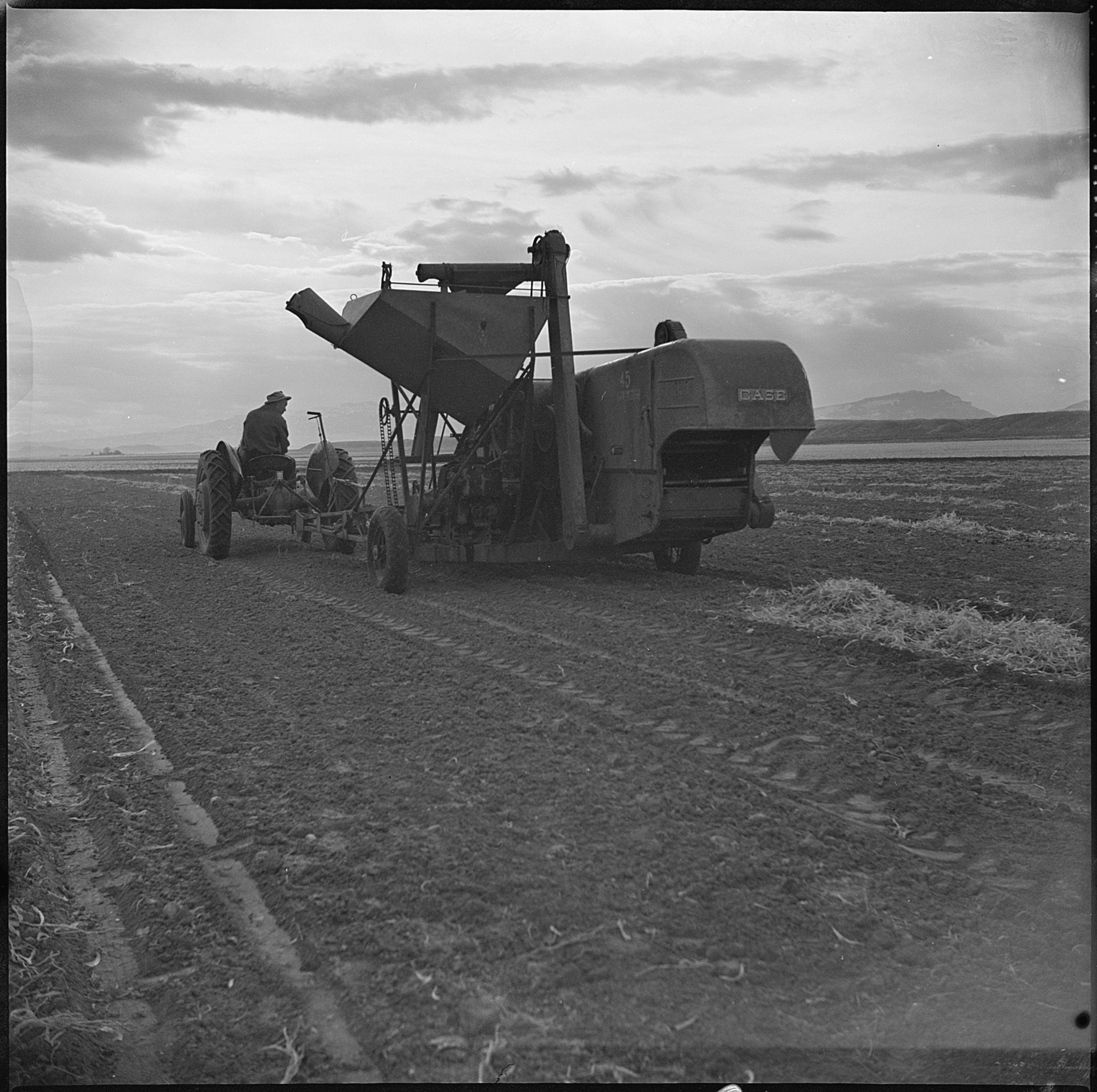
収容者の長時間の労働状況を写した写真。1943年11月21日撮影

## 著名な収容者
- ノーマン・ミネタ ：元被抑留者。　サンノゼ市長（59代）、商務長官（33代）、運輸長官（14代）[1]
- ビル・ホソカワ ：収容所内で新聞「ハートマウンテン・センチネル」（The Heart Mountain Sentinel）の編集を行ったジャーナリスト。
- ヒデオ・ダテ（英語版）
- キャスリン・ドイ（英語版）
- フランク・S・エミ（英語版）
- S・ニール・フジタ
- イブリン・ナカノ・グレン（英語版）
- メアリー・マツダ・グリューネヴァルト（英語版）
- ジョー・ハヤシ
- エステル・イシゴ（ニー・ペック) （英語版）
- ジョージ・イガワ　ジャズビッグバンドのリーダー
- ジョージ・イシヤマ（英語版）
- ヒカル・イワサキ
- リンカーン・カナイ（英語版）
- キヨシ・クロミヤ
- ヨシ・クロミヤ（英語版）
- ロバート・クワバラ（英語版）
- レーン・ナカノ
- フサタロウ・ナカヤ 　カリフォルニア医師会（英語版）会員､ロサンゼルス日本協会副会長の医師
- 岡茂樹（英語版）
- ベンジ・オークボ（英語版）
- ジェームズ・K・オークボ
- アルバート・サイジョ（英語版）
- 千崎如幻
- テイコ・トミタ（英語版）
- オットー・ヤマオカ（英語版）

## 参照
1. ↑  Matthews, Chris (2002年). “A Pair of Boy Scouts”. Scouting Magazine.   Boy Scouts of America. 2006年12月16日閲覧。
2. ↑  “Heart Mountain ILC Grand Opening, Pilgrimage Plans Unveiled” (PDF). Kokoro Kara: From The Heart (Heart Mountain Wyoming Foundation) (2010) 2011年7月25日閲覧。.
3. ↑  “Success in Sight:  A World-Class Learning Center Emerges”.   Heart Mountain Wyoming Foundation. 2011年7月25日閲覧。